# Geto
Géto (italijansko ghetto) prvoten pomen besede pomeni livarna, nemško-judovska uličica. S pojmom pa običajno razumemo zaprte judovske četrti.

## Začetki
Te četrti so se pojavile v poznem srednjem veku in so ločevale judovsko prebivalstvo od krščanskega. Sprva so tovrstne četrti samo označili, od 3. lateranskega koncila, leta 1179, pa so začeli te dele mest ločevati od ostalih z jarki, zidovi ali ograjami. Prehode so po navadi stražili krščanski stražarji. Prvi zapis o getih izvira iz Benetk, kjer so leta 1516, sklicujoč se na sklep 3. lateranskega koncila, na silo ločili jude od kristjanov. Ustanovili so posebno mestno četrt »Ghetto Nuovo« (Nova livarna).

## Širjenje getov
Od 16. stoletja dalje se je pojem razširil za vse judovske četrti po Evropi. Tovrstne četrti so se v Evropi namreč pojavile že v pozni antiki. V srednjem veku pa so geti nastajali predvsem na vzhodu (na Poljskem in v Belorusiji). V zahodni Evropi so nastajale tovrstne četrti v večjih nemških mestih, in na ozemlju današnje Češke.

## Prvi preobrat
Razsvetljenstvo je prineslo prvi preobrat v odnosu do judovstva, kar se je s francosko revolucijo še utrdilo. S splošno judovsko emancipacijo, ki jo je vpeljalo razsvetljenstvo, se je dokončno spremenila tudi struktura getov. Zatiranje in neenakost judovstva je ponehalo, patent avstrijskega cesarja Jožefa II. iz leta 1782 pa je prinesel tudi v tedanji Avstriji politično, družbeno in gospodarsko izenačenje judovstva, čemur je leta 1821 sledila tudi Prusija. S tem je prenehal veljati zakon, ki je za Jude določal posebno javno razpoznavno uniformo, dovolilo pa se jim je tudi opravljanje obrti in študij. Do začetka 20. stoletja so bili povsod po Evropi ukinjeni geti.

## Drugi preobrat
Ponovno uvedbo getov je s seboj prineslo gibanje nacionalsocializma, ki je s prihodom na oblast kmalu po prvi svetovni vojni začelo z antisemitsko politiko. Novi geti so se začeli ustanavljati na Poljskem takoj ob začetku druge svetovne vojne, kar pa je bil samo začetek sistematskega pobijanja Judov skozi celotno vojno.

## Povojna leta
Povojna leta so v Evropi prinesla tretji preobrat in ponovno izenačenje judovstva s kristjani. Drugod po svetu pa so se začeli pojavljati geti, ki so vključevali druge elemente, tokrat rasne. Tako je režim apartheida v JAR začel leta 1950 uveljavljati zakon, po katerem je bilo črnskemu prebivalstvu prepovedano druženje z belim. To je hkrati vodilo v ustanovitev novega geta (Soweto) v Johannesburgu.

## Danes
Danes večjih getov po svetu uradno ni, nekateri pa k njim prištevajo Zahodni breg, Gazo in druge predele v Izraelu, kjer so tokrat Palestinci na silo ločeni od Judov.